# Shigekuni Yamamoto-Genryūsai
Yamamoto-Genryūsai Shigekuni (山本 元柳斎 重国 Shigekuni Genryūsai-Yamamoto?) es un personaje ficticio de la serie de anime y manga Bleach.
Era el capitán de la Primera División y comandante general de las demás Divisiones. Su teniente fue Chōjirō Sasakibe hasta su muerte en la Saga de la Guerra Sangrienta de los 1000 Años, donde él también perdió la vida.

## Perfil
La apariencia de Yamamoto es la de un hombre anciano completamente calvo y con una larga barba cana trenzada con un cordel de color morado la cual le llega hasta la cintura.
La mayor parte del tiempo siempre pasa con sus ojos completamente cerrados. Solo abre uno o si es el caso, los dos cuando algo llama poderosamente su atención o cuando se pone serio. Por encima de ellos Yamamoto posee unas pobladas cejas, que caen a ambos lados enmarcándole un rostro surcado de arrugas.
A simple vista, se presume que Yamamoto es un anciano desvalido que comanda las 13 divisiones de Shinigamis de la Sociedad de Almas al apoyarse con frecuencia en un bastón y posicionarse siempre en un modo encorvado. Lejos de la realidad, ya que por debajo de su uniforme Yamamoto cuenta con un cuerpo inesperadamente musculoso, marcado por numerosas cicatrices, seguramente señales de batallas pasadas. En su frente son visibles dos de estas cicatrices, que se cruzan de forma perpendicular. Se desconoce por el momento como fue que obtuvo su primera cicatriz, pero la segunda cicatriz que surca la frente de Yamamoto fue hecha por el mismo Sasakibe a quien le reconoció el mérito de haberlo herido de ese modo.
Al igual que los demás Shinigamis del Gotei 13, Yamamoto viste el shikakushō negro, en su caso sin ninguna customización. Por encima de él, luce el haori blanco propio de los capitanes de división, que en su caso es de mangas largas y lleva a su espalda a modo de manto, en lugar de vestirlo. Mientras que en la Saga de la Sociedad de Almas se ve claramente que Yamamoto calza, como la mayoría de los Shinigamis, unos calcetines tabi, desde la Saga de la Batalla de Karakura ciñe directamente a sus pies las sandalias, sin tabi. A consecuencia de haber usado el Kido de sacrificio en su lucha contra Aizen, Yamamoto perdió su brazo izquierdo.
Desde la Saga del Agente Perdido, Yamamoto ha variado mínimamente su apariencia, con la diferencia de que ahora viste su haori de Capitán en vez de llevarlo como un manto.
En sus años más jóvenes, Yamamoto tenía el cabello de color oscuro peinado a la usanza de los samuráis, su bigote era mucho más corto y poseía una de las dos cicatrices que en la actualizad surcan su frente antes de que su subcapitán le hiciera la otra herida que en la actualidad surca su frente. A raíz de aquello, sus alumnos (muy especialmente Chōjirō Sasakibe), apodaban a Yamamoto Eijisai por esta característica la cual llegó a encontrar algo irritante al principio pero luego le tomaría aprecio a este mote ya que Sasakibe continuaba llamándole de este modo como una forma de mostrar su respeto a Yamamoto; a pesar de que sus otros alumnos comenzaron a llamarlo Juujisai por sus dos cicatrices las cuales simbolizan una cruz (el número diez en japonés se escribe en forma de una cruz, de ahí el origen del apodo).  Tras ello, decidió llamarse a sí mismo "Genryūsai". Además, a diferencia del haori que usaba antes de su muerte, el cual posee amplias mangas, su haori de Capitán de hace mil años no poseía mangas.

## Personalidad
Siendo con diferencia el capitán que más tiempo lleva en el cargo, y además tratándose del líder indiscutible de todo el Gotei 13, Yamamoto es un Shinigami increíblemente estricto e inflexible, que sigue las normas y las leyes de la Sociedad de Almas al pie de la letra.
De la misma forma que él acata las leyes, espera que todos los demás hagan lo mismo, hasta tal punto que considera que cualquier desviación del comportamiento que él considera adecuado, pasa a convertirse en una insubordinación que merece ser castigada.
Pese a su apariencia frágil, ante la posibilidad de una traición Yamamoto reacciona con enorme celeridad e inesperada furia, que transmite también en su forma de combatir agresiva y destructiva. Debido a su dilatada experiencia, es una persona muy difícil de sorprender, aunque siempre que esto se consigue, se puede ver fácilmente reflejado en el hecho de que abre uno o los dos ojos, con curiosidad. Consciente de su poder y su superioridad, aun por encima de todos los demás Shinigamis, Yamamoto no tolera ni una sola palabra después de haber tomado él una decisión sobre cualquier aspecto, y logra infundir un innegable respeto no exento de temor y veneración.
De la misma manera que los Shinigamis expresan veneración hacia él, Yamamoto demuestra un profundo respeto y compañerismo hacia sus subalternos, llegando a enfurecerse con facilidad ante la idea de que un Shinigami muera.
No obstante, de acuerdo con las palabras dichas por Juha Bach, Yamamoto en un principio era un demonio el cual no le importaba hacer lo que fuera para poder derrotar a su enemigo incluso llegaba al extremo de usar a los seres humanos, o a sus hombres que únicamente los veía como un conjunto de cenizas. Sin embargo, luego de los eventos acaecidos 1000 años antes, Yamamoto sufrió un cambio radical de personalidad, convirtiéndose en una persona más serena, orgullosa y honorable hasta el punto de que asumió la responsabilidad de no solo proteger la Sociedad de Almas sino el Mundo de los Humanos porque entendía que era su deber cargar con tan exigente tarea.

## Historia

### Pasado
En algún punto del tiempo 2000 años atrás, Yamamoto formaba parte la escuela Genji  como uno de sus instructores. Es en este tiempo que conoce a quien años más tarde sería su subcapitán, Chōjirō Sasakibe. En una pelea, Sasakibe consigue herir con su bankai a Yamamoto, dejándole la segunda cicatriz con la que se haría conocido años después.
Yamamoto fue quien fundó la academia de Shinigamis 2100 años antes de la historia principal de la serie, siente un gran orgullo por los capitanes Shunsui Kyōraku y Jūshirō Ukitake de quienes fue maestro en la academia.
Aproximadamente hace 1000 años, Yamamoto se convierte en el comandante general del Gotei 13, cargo que ostenta hasta el momento presente junto con el título de capitán de la 1.ª División.
En algún punto de sus 1000 años en el servicio en el Gotei 13, Yamamoto tuvo una confrontación supuestamente con el Líder del Vandenreich (Juha Bach), al que no logró matar.
Yamamoto fue el encargado 110 años atrás de evaluar junto a otros tres Capitanes las aptitudes del Tercer Representante de la Segunda División Kisuke Urahara, recomendado por su Capitana Yoruichi Shihōin tras el ascenso a la Guardia Real de Kirio Hikifune. Tras considerarlo apto lo presenta ante todos los demás Capitanes disponibles.
Nueve años más tarde, cuando el Capitán de la Novena División Kensei Muguruma, su Subcapitana Mashiro Kuna y el resto de su grupo son atacados y sus espíritus desaparecen, el Comandante convoca una reunión de Capitanes en las que envía en apoyo de la ya enviada Hiyori Sarugaki a los Capitanes Shinji Hirako, Love Aikawa, Rōjuro Otoribashi y a los Subcapitanes Lisa Yadōmaru y Hachigen Ushōda (del escuadrón kidō) a pesar de que Kisuke Urahara se presenta voluntario. Yoruichi Shihōin permanece a la espera, Ginrei Kuchiki, Jūshirō Ukitake y Shunsui Kyōraku protegen el Seireitei y Retsu Unohana está a la espera para enviar escuadrones de curación, esto resulta ser finalmente un experimento sobre la transformación Hollow de Sōsuke Aizen, que transforma al grupo e incrimina a Kisuke Urahara y a Tessai Tsukabishi haciendo que sean condenados por la Cámara de los 46, a pesar de esto Yoruichi Shihōin los rescata y junto a los shinigamis afectados escapan al mundo humano.

### Sociedad de Almas
El anciano Comandante aparece en la primera reunión de Capitanes para pedirle explicaciones a Gin Ichimaru por no acabar con los intrusos liderados por Ichigo Kurosaki en el Rukongai, no obstante la alarma se dispara y la reunión termina. Poco después, tras comprobar el potencial de los intrusos, que luchan y derrotan a Subcapitanes y a algún Capitán, autoriza el uso de las zanpakutōs en el Seireitei y decreta el estado de guerra.
El día de la ejecución de Rukia Kuchiki en el Sōkyoku recibe la última voluntad de la condenada aun a sabiendas de que no podrá cumplirla y la Doble Hoja se libera. Sin embargo Ichigo Kurosaki, en colaboración con Renji Abarai, la rescata, además Shunsui Kyōraku y Jūshirō Ukitake destruyen la Doble Hoja. El Comandante se enfurece y los persigue para acabar con sus antiguos pupilos. Tras derrotar solo con una mirada a Nanao Ise, Yamamoto muestra su decepción y está dispuesto a hacer respetar la justicia ante los Capitanes.
El anciano shinigami libera entonces su zanpakutō (Ryūjin Jakka) y fuerza a Ukitake y Shunsui a liberar sus propias zanpakutōs, las únicas compuestas por dos espadas en toda la Sociedad de Almas (Sōgyo No Kotowari y Katen Kyōkotsu). La superioridad de Yamamoto es evidente pero cuando Sōsuke Aizen hace su movimiento y descubre su plan para extraer el Hōgyoku todos los shinigamis se unen en su contra. No obstante, el que se creía fallecido Capitán huye junto a Gin Ichimaru y Kaname Tōsen a Hueco Mundo gracias a la negación de los Menos grande.
Tras esto los intrusos son perdonados y llevados a casa, la Sociedad de Almas se dedica entonces a observar la actividad de Aizen y esperar un movimiento del shinigami.

### Los Arrancar
Después de la pequeña invasión a Karakura de varios Arrancar como Grand Fisher, Ulquiorra Cifer o Yammy el Comandante Yamamoto convoca otra reunión de Capitanes y decide enviar un grupo de avanzadilla a Karakura como apoyo del shinigami sustituto Ichigo Kurosaki encabezado por el Capitán Tōshirō Hitsugaya en Karakura se integran como estudiantes y libran una feroz batalla contra Grimmjow Jeaguerjaques y sus seguidores, en la cual salen victoriosos, tras esto Yamamoto le explica la situación a Hitsugaya, la guerra será en invierno ya que es el tiempo que necesita el Hōgyoku para despertar completamente, crear la Ōken para introducirse en los terrenos del Rey de la Sociedad de Almas y crear un enorme ejército de Arrancar, permite por último a Momo Hinamori hablar con Hitsugaya, aunque la interrumpe viendo que aún no ha superado la traición de Sōsuke Aizen.
Un mes después el grupo de Hitsugaya vuelve a enfrentarse a los Arrancar en Karakura, esta vez con el objetivo de distraer su atención mientras Ulquiorra Cifer rapta a Orihime Inoue en el Dangai. Yamamoto la da por traidora y rehúsa ayudar a Ichigo Kurosaki a rescatarla en Hueco Mundo, tras lo cual envía a Byakuya Kuchiki y a Kenpachi Zaraki para retirar su grupo de avanzadilla y acuartelarlos en la Sociedad de Almas ya que determinó que los Arrancar estaban preparados para la guerra.

### Hueco Mundo
Ichigo Kurosaki, Yasutora Sado, Uryū Ishida, Renji Abarai y Rukia Kuchiki desobedecen las órdenes de Yamamoto y se introducen en Hueco Mundo para salvar a Inoue Orihime, justo mientras libran diversas batallas, Kisuke Urahara informe a la Sociedad de Almas que ha logrado estabilizar la Garganta dos meses antes de lo esperado y el Comandante de las 13 Divisiones envía a Byakuya Kuchiki, Zaraki Kenpachi, Retsu Unohana y Mayuri Kurotsuchi junto a varios de sus respectivos subordinados en socorro de los compañeros de Ichigo.
Posteriormente cuando Sōsuke Aizen encierra a los cuatro Capitanes y a sus aliados en Hueco Mundo cerrando sus Gargantas y se dirige a destruir Karakura, se revela que el Comandante dio la orden a Kisuke Urahara y a los miembros de la División Doce de trasladar el pueblo de Karakura a un área alejada del Rukongai y poner a todos sus habitantes a dormir usando la Tenkaikechū para así esperar al shinigami con todos los Capitanes restantes en una réplica de la ciudad creada por el Instituto de Investigación y Desarrollo, Aizen sabe esto al ver a Yamamoto y convoca a sus Espada más poderosos Coyote Stark, Barragan Luisenbarn y Tier Halibel junto a sus Fracción para acabar con los Capitanes y crear la Ōken.

### La Batalla por Karakura
Los Capitanes planean concentrarse en Sōsuke Aizen una vez hayan acabado con los Espada, para ello Yamamoto libera su shikai y utiliza su técnica Jōkakū Enjō para aislar a Aizen, Gin Ichimaru y Kaname Tōsen. En lugar de Aizen, el anciano Barragan Luisenbarn toma el control de las fuerzas y lanza un ataque contra los pilares que sustentan la falsa Karakura. No obstante el Comandante Yamamoto ya ha enviado allí a Shūhei Hisagi, Ikkaku Madarame, Yumichika Ayasegawa e Iduru Kira. A pesar de perder el pilar protegido por Ikkaku, el Capitán Sajin Komamura derrota al último Arrancar y el ataque fracasa.
Yamamoto proclama entonces que la verdadera batalla comienza, cuando varios Subcapitanes caen ante la criatura creada por la Fracción de Harribel llamada Allon, el Comandante Yamamoto entra en acción acabando con la criatura y con sus tres invocadoras de un solo golpe usando a Ryūjin Jakka, lo que hace que la Tercera Espada lo fije como objetivo una vez acabe con Tōshirō Hitsugaya.
Cuando Ukitake y Kyoraku son derrotados por Wonderweiss y Coyote Stark, Yamamoto manifiesta su preocupación por ambos. Después de que Aizen y sus subordinados sean liberados de las llamas de Yamamoto, gracias a Wonderweiss, Hirako Shinji y su grupo de Vizards aparecen para ayudar en la lucha contra Aizen. Shinji y Yamamoto tienen un breve intercambio de palabras en el que Shinji deja claro que actúa no por los Shinigami, sino porque son aliados de Ichigo y tienen una cuenta pendiente con Aizen.
Después de que todos los capitanes y los Vizards sean derrotados por Aizen, Yamamoto finalmente interviene antes de que lo haga Ichigo. Aizen consigue atravesar al Capitán Comandante, pero este esperaba justamente eso y revela que Kyoka Suigetsu no puede engañar su percepción del reiatsu, y que por eso sabía que se enfrentaba al auténtico Aizen y no a una ilusión, por lo que agarra su brazo con fuerza para rodearlos a ambos con su técnica más poderosa: Ennetsu Jigoku. Sin embargo, Wonderweiss aparece en su forma Resurrección y hace retroceder a Yamamoto salvando a Aizen. Aizen le explica que Wonderweiss es una Arrancar especial que tenía reservado precisamente para Yamamoto, ya que fue diseñado precisamente para sellar el poder de su Ryujin Jakka, por lo que las llamas del Ennetsu Jigoku desaparecen y Yamamoto no puede utilizar su Zanpakuto.
Wonderweiss ataca a Yamamoto, pero este lo repele de un puñetazo y se burla de Aizen por creer que si le privaba del poder de su Zanpakuto quedaría impotente. Yamamoto revela que lleva durante 1000 años en el cargo de Capitán Comandante de la Sociedad de almas, y que durante ese tiempo no ha nacido ningún shinigami más poderoso que él. Wonderweiss vuelve a aparecer y tanto él como Yamamoto se enfrascan en una dura batalla en la que Yamamoto prevalece pulverizando su cuerpo con el Sokotsu. Yamamoto se prepara para pelear con Aizen, sin embargo, este le recuerda las funciones por las que Wonderweiss fue creado y Yamamoto se da cuenta de que todas sus llamas estaban selladas en el interior del Arrancar. Yamamoto consigue detener a tiempo la poderosísima explosión de Wonderweiss, pero queda gravemente herido y agotado. Aizen le felicita por semejante proeza, ya que de no haberlo hecho toda Karakura habría sido incinerada al igual que el mundo entero. Cuando Aizen se acerca para asesinar a Yamamoto con su espada, Yamamoto le agarra de un pie y usa el Hado 96: Ittou Kasou.
En el manga 423 el capitán Ukitake de la decimotercera división revela que el comandante general perdió su brazo izquierdo en la batalla de Karakura después de utilizar el hadou 96 de sacrificio, Ittou Kasou que es un arte prohibido que usa el cuerpo calcinado del usuario como catalizador en este caso su brazo izquierdo. Después se ve a Yamamoto en una cómica escena donde reprende exasperadamente a Byakuya Kuchiki, Kenpachi Zaraki y Shunsui Kyoraku por perder sus haori como capitanes. Cuando les pregunta qué es un haori para ellos, Byakuya contesta que una baratija, Kenpachi que un estorbo, y Kyoraku que un artilugio de moda enervando todavía más al Capitán Comandante.

### El Agente Perdido
En la reunión de los capitanes en los cuarteles de la primera división, Urahara solicita ayuda para restaurar los poderes de Ichigo. Yamamoto le pide que traiga la espada que él ha creado para ese propósito, entonces la capitana Unohana le pregunta si está bien lo que hace a lo cual Yamamoto le responde que todos ellos fueron salvados por Ichigo Kurosaki y, que si bien eso va en contra de las reglas, sería una vergüenza no ayudar a alguien que los ha ayudado tantas veces, después le ordena a todos los capitanes y tenientes que aporten su reiatsu a esa espada para finalmente devolverles sus poderes de Shinigami a Ichigo (esto revela un pequeño cambio de actitud en el Shinigami).
Después de la Batalla de Ichigo contra Kugo Ginjo, Ichigo viaja a la Sociedad de Almas y solicita una audiencia con Yamamoto. En dicha audiencia  están presentes todos los capitanes (se revela que Kensei Muguruma, Rojuro Otorobashi y Hirako Shinji vuelven a ser Capitanes pese a ser Vizards, excepto Love Aikawa) menos Ukitake y Mayuri. Cuando Ichigo revela que quiere el cuerpo de Ginjo de vuelta para enterrarlo en el mundo real, Yamamoto le pregunta si había premeditado cautelosamente lo que le estaba pidiendo y las razones que había dado para sustentar su petición. Ichigo asiente, y sorprendentemente Yamamoto le concede su petición.

### La Guerra Sangrienta de los Mil años
Tras recibir unos informes de las enormes números de los Hollows desaparecidos en el Hueco Mundo, Yamamoto recibe la inesperada visita de unos sujetos enmascarados. Estos se autoproclaman como el Wandenreich y afirman que invadirán la Sociedad de Almas en 5 días. En el transcurso de la conversación, en la sala irrumpe Sasakibe siendo atravesado por una Heilig Pfeil, Yamamoto se enfurece y arremete contra los enmascarados; pero estos escapan a tiempo usando una sombra. Con su último aliento, Sasakibe advierte a Yamamoto de que aquellos sujetos eran capaces de sellar el Bankai.
Tras asistir al funeral de Sasakibe y llorar su muerte, Yamamoto convoca una reunión de capitanes y escucha el informe de Mayuri: tras unos exhaustivos estudios, Mayuri había concluido con que los extraños invasores eran nada menos que sus archienemigos: los Quincy. Yamamoto afirma que la invasión del Wandenreich podría empezar en cualquier momento y no en 5 días por lo que ordena a los capitanes a prepararse. En una charla privada que mantiene con Mayuri, éste le dice que había ordenado matar a 28000 habitantes del Rukongai para equilibrar el balance de almas entre el Mundo Real y la Sociedad de Almas. Yamamoto le pregunta que por qué no le había pedido permiso ya que se lo habría dado, también le acusa de que su división tendría que haber sido más rápida con los informes para no haberse encontrado la Sociedad en esa situación; pero Mayuri le desmiente recordándole que no le dio importancia cuando le advirtió sobre el peligro de que existiera un Quincy como Uryu Ishida, y también que él mismo Yamamoto era el responsable de lo que estaba ocurriendo por no haber sido capaz de matar a "ese hombre" hace 1000 años, refiriéndose al mismísimo líder del Wandenreich.
Ese mismo día, el Wandenreich, después de enterarse su líder que Ichigo Kurosaki estaba en el Hueco Mundo peleando con Quilge Opie, invade la Sociedad de Almas. Yamamoto decide participar personalmente en la batalla contra los Quincys (que por el momento solo eran 16 quincys con un poder del nivel de un capitán o superior, también conocidos como Sternritter), y deja el edificio de la Primera División a cargo de su tercer oficial, Genshiro Okikiba. Momentos después se revela que los medallones de los Quincys no sellan los Bankai, sino que los roban permitiendo su uso, esta información fue divulgada después de experimentarlo los capitanes de la 2.º, 6.º, 7.º y 10.º División.
Llega a tiempo para salvar a Hisagi Shuuhei del Sternritter O, "The Overkill" Driscoll Berci, tras desviar una Heilig Pfeil gigante (así es como se las llama a las flechas quincys). Driscoll resulta ser el asesino de Sasakibe y este decide usar en Yamamoto el Bankai de su subordinado. Tras recibir unas cuantas descargas, Yamamoto afirma que el poder del Bankai había sido mucho más fuerte en manos de Sasakibe y mata a Driscoll. Después de incinerar al Sternritter, Yamamoto promete a Hisagi que matará a todos y cada uno de los Quincys.
Yamamoto llega hasta donde se encuentra el líder del Vandenreich, que en ese momento había derrotado a Kenpachi Zaraki (quien por su cuenta había asesinado a 3 Sternritter sin problemas), y revela su nombre: Juha Bach. Le dice que habían pasado 1000 años y que esta vez se aseguraría de aniquilarle. En ese momento intervienen los Sternritter U ("The Underbelly" NaNaNa Najahkoop), F ("The Fear" Äs Nodt) y el Sternritter H ("The Heat" Bazz-B) diciendo que Yamamoto había sido muy valiente y muy estúpido por atacar solo a su líder; Yamamoto se libra de ellos rápidamente y Yhwach los menosprecia por entrometerse en su pelea.
Se produce un enfrentamiento entre Yamamoto y Yhwach, tras conseguir herir a este en su brazo izquierdo con su Ryujin Jakka, Yhwach libera su espada y Yamamoto libera su Bankai: Zanka no Tachi. Si bien Zanka no Tachi solo parece una espada chamuscada, siendo observado por el Sternritter Jugram Hashwald, Bach advierte a su subordinado que no lo subestime ya que la hoja contenía todas las llamas de Ryujin Jakka, y que un espadazo supondría el final. Yamamoto pregunta a Bach si cree que su Bankai actual era el mismo que hace 1000 años. Yamamoto ataca a Yhwach y consigue producirle un corte en la capa. El rey Quincy se extraña que no haya salido ninguna llama, y Yamamoto le explica que en modo Zanka no Tachi Este las llamas estaban concentradas en el filo y que su espada no quemaba sino que destruía todo lo que se interponía en su camino, y lo demuestra produciendo un corte gigantesco en el suelo. Bach cree que entonces solo tiene que atacar a Yamamoto sin tocar la espada, pero Yamamoto usa el Zanka no Tachi Oeste y se reviste de una armadura ígnea que alcanza la temperatura del Sol (15.000.000 grados celsius) haciendo que Bach no lo pueda tocar tras haber sido incinerada su espada. Bach recurre a las Heilig Pfeil, pero son pulverizadas por Yamamoto sin esfuerzo. Yamamoto ataca a Yhwach con furia y éste le advierte que una Cruz Quincy (que era la que había usado para sacar su espada) o una Heilig Pfeil no eran el único recurso de un Quincy, por lo que formula el conjuro de defensa y ataque Quincy más poderoso que le rodea de cinco pilares luminosos (Kirchen Lied: Sankt Zwinger) que le protegen y a cualquier enemigo que se adentre lo golpeará reiteradamente hasta matarlo. Pero Yamamoto le dice que no servirá de nada y usa el Zanka no Tachi Sur para invocar a un ejército de muertos.
Yhwach se burla del hecho de que Yamamoto fuera capaz de invocar a los muertos, y que como Capitán Comandante era una vergüenza para el Gotei 13. Bach trata de abrirse paso entre los cadáveres; pero, entre ellos reconoce los rostros de antiguos subordinados suyos, lo que le frena. En ese momento, Yamamoto le dice que para robar un Bankai era necesario haber tenido información de él y conocer sus límites, y que por eso tanto él como Ichigo suponían una amenaza para el Wandenreich (porque poseían Bankais cuyos límites eran desconocidos para los Quincys, Ichigo por haberlo adquirido recientemente y Yamamoto por haber ampliado la extensión de su propio poder después de 1000 años). Yhwach grita de impotencia y dice que los cadáveres no le pararán empezando a despedazarlos, pero Yamamoto reacciona a tiempo y usa el Zanka no Tachi Norte produciendo un poderoso corte de fuego que parte en dos a Juha Bach.
Sin embargo, el moribundo Yhwach resulta ser el Sternritter Y, "The Yourself", Royd LLoyd (el cual era capaz de copiar las memorias y el espíritu de las personas, por eso engañó la percepción de Yamamoto haciéndole creer que era el auténtico Yhwach) y el verdadero aparece tras destruir el edificio de la Primera División. Tras felicitar a Royd por su cometido, Juha Bach lo asesina y encara a Yamamoto. Le explica que se había ido a ver a Aizen para pedirle que se uniera a su ejército; pero Aizen se negó, sin embargo Bach dice que tenía toda la eternidad para pensárselo. Después le pregunta con sarcasmo a Yamamoto si de verdad había usado todo su poder contra su "yo falso". Yamamoto le grita que se calle y libera su Bankai, pero Yhwach se lo roba fácilmente. Yhwach contradice la hipótesis original de Yamamoto sobre el robo del Bankai explicando que su Bankai no es que no pudiera ser robado, es que solo él era lo suficientemente poderoso para controlar un poder tan enorme y que por eso le había dicho a Royd que no hiciera nada hasta que él volviera (esto aclara que un Quincy debe ser lo suficientemente poderoso para controlar el Bankai de un Shinigami, aunque no lo haga con la misma eficacia que su dueño original como fue el caso de Driscoll; de lo contrario, si un Quincy no es lo suficientemente capaz para controlar un Bankai no podrá robarlo). Yamamoto realiza un ataque a la desesperada, pero Yhwach alza su espada al cielo y traza un enorme arco espiritual del que cae una Heilig Pfeil gigante. Yhwach coge la Heilig Pfeil a modo de espada y con ella corta transversalmente a Yamamoto.
Yamamoto tiene un recuerdo de cuando sorprendió a Kyoraku entrando en su habitación y de cuando este le preguntó sobre el cuadro que estaba colgado en la pared (que se trataba de él vestido con las llamas de su Bankai), Yamamoto le dice que era un demonio que apareció y empeoró las cosas en la Sociedad de Almas, pero que ya se había ido. Kyoraku le pregunta que qué pasaría si ese demonio volvía, Yamamoto contesta que probablemente no volvería nunca más. Tras ese recuerdo, la mitad superior de su cuerpo cae al suelo, el Capitán Comandante ha muerto.
Kyoraku y Ukitake notan un decaimiento en el reiatsu de su Sensei y sienten una enorme inquietud; especialmente Kyoraku que grita preocupado, pero el Sternritter Robert Accutrone, con el que estaba luchando aprovecha y le deja fuera de combate tras dispararle varias veces. Yhwach observa el cuerpo de Yamamoto con desprecio e insta a Haschwalt (el Sternritter rubio) a retirarse, pero es frenado por la mano de Yamamoto. Yhwach le corta la mano y tras pisar la cabeza de Yamamoto le dice que no se había percatado de que no le había incluido como uno de los 5 Potenciales de Guerra Especiales, y que con el paso del tiempo se había vuelto senil y blando. También le dice que la razón por la que no le pidió a Orihime que le curara el brazo o que no quisiera involucrar a Ichigo en la batalla de Karakura era porque no quería depender de un humano; y que había decidido cargar en sus hombros el peso de la Sociedad de Almas y del mundo entero y había perdido. Yhwach recalca que Yamamoto había cambiado bastante en comparación con 1000 años atrás: antiguamente, el Gotei 13 solo eran conocidos como Divisiones y estaba conformado por un grupo de sanguinarios asesinos que imponían temor, y Yamamoto fue quien los lideró siendo un demonio de fuego que era capaz de cualquier cosa con tal de eliminar a sus enemigos. Sin embargo, todo cambió con la muerte de los Quincy, Yamamoto adquirió cosas qué proteger y el Gotei 13 se convirtió en un rebaño de cobardes que dudaban por su absurdo sentido del deber y la responsabilidad. Yhwach le dice una última cosa: la Sociedad de Almas iba a ser destruida, pero las 13 Divisiones ya habían muerto 1000 años antes juntos con ellos (los Quincy). Tras decir eso, Bach pulveriza por completo el cuerpo de Yamamoto con una lluvia de Heilig Pfeil.
Tras quedar destrozada la Sociedad de Almas y habiéndose retirado el Vandenreich, los Capitanes se reúnen para conmemorar la memoria de su líder. Desgraciadamente, solo habían podido poner en una caja la espada rota de Yamamoto, porque no consiguieron encontrar los restos de su cuerpo. Todos se encuentran con la moral muy baja. Suì-Fēng estalla al oír a un mensajero reportar noticias sobre el estado grave de Kenpachi Zaraki y Byakuya Kuchiki (sobre todo Byakuya, que estaba al borde de la muerte) y le grita que se largue diciendo que después de la muerte de Yamamoto no querían más malas noticias. Kensei Muguruma empieza a discutir con Suì-Fēng sobre que se estaba poniendo en ridículo, y ésta contraataca agregando que Kensei se alegra de la muerte de Yamamoto, ofediendo a este. Komamura calla a Suì-Fēng con un rugido diciendo que no es la única que quería gritar, dejando a la Capitana anonadada. Kyoraku interviene y consigue calmarlos a todos diciendo que Yamamoto se habría enfadado con todos ellos por perder los nervios, y que querría que miraran hacia delante ya que por algo eran las 13 Divisiones.
Desde entonces, no se ha hecho más mención de Yamamoto excepto para ver que Kyoraku es elegido como su sucesor por la Central 46; y Komamura decide adquirir un poder especial de su clan para vengarle y matar a Juha Bach.

## Poderes
La dilatada experiencia que Yamamoto posee, lo ha convertido sin lugar a duda en uno de los personajes más poderosos que existen en todo Bleach, si no es el que más (solo superado por Juha Bach, líder del Vandenreich; y por Ichibe Hyosube, líder de la División Cero y de todos los shinigamis).
El mismísimo Sōsuke Aizen ha reconocido la superioridad de Yamamoto, un Shinigami capaz de enfrentarse a un mismo tiempo con dos capitanes de alto nivel y ponerles contra las cuerdas sin ni siquiera sufrir un rasguño, o de enfrentarse a puño limpio con un enemigo como Wonderweiss, que previamente había derrotado a Kensei Muguruma, pese a que este había liberado su Bankai.
El inmenso poder espiritual que Yamamoto posee es tal, que fue capaz de poner de rodillas y de cortarle la respiración a una subcapitana con tan solamente verla a los ojos. Al sentirse su poder, se denota una clara agresividad y un estremecimiento amenazante. Tanto así, que es capaz de hacer que dos Shinigamis altamente experimentados como lo son sus dos alumnos, Jūshirō Ukitake y Shunsui Kyōraku, se preocupen seriamente.
Como no podría ser de otro modo, Yamamoto sobresale en las cuatro disciplinas básicas de un Shinigami de acuerdo con lo mencionado por Aizen. El anciano general del Gotei 13 es un experimentado maestro del Shunpō y su dominio sobre esta técnica es tal que, como se pudo ver en la saga de la sociedad de almas, superó sin problemas a sus dos alumnos más aventajados y más aún, pudo darse el lujo de esperarlos sentado mientras llegaban al lugar donde iban a luchar.
También ha demostrado tener amplios conocimientos del Kidō, al ser capaz de utilizar un Hadou 96 con una devastadora fuerza destructiva y de dejar inconsciente a Momo Hinamori sin necesidad de llegar siquiera a pronunciar el nombre del hechizo empleado.
También ha demostrado poder usar barreras de Kidō muy poderosas como la que usara en el relleno de Los Cuentos Desconocidos de las Zanpakutō, para evitar que Muramasa obtuviese el control de Ryujin Jakka. Por si todo esto no fuera poco, su envidiable forma física le permite ser un temible adversario también en los campos de lucha cuerpo a cuerpo (Hakuda) y con espadas (Zanjutsu), para las cuales parece estar especialmente predispuesto, al poseer una fuerza inconmensurable y una resistencia tal que es capaz de sufrir un gran número de golpes e incluso ser atravesado por una Zanpakutō y no mostrar ni un solo signo de molestia en su rostro.
Al verse privado de las habilidades de su Zanpakutō durante su combate con Wonderweiss, Yamamoto pasó sin problemas a adoptar una actitud igual de ofensiva basada puramente en el combate cuerpo a cuerpo, arrancando miembros de su enemigo y descargando puñetazos de increíble potencia, en golpes que él ha llamado:
- Ikkotsu (一骨 Hueso único?): Un único puñetazo sólido y devastador de tal poder que es capaz de mandar volando al enemigo a muchos metros de distancia, de abrirle un boquete en la zona donde se produce el golpe y como se ve en el caso de Wonderweiss, de destruir el edificio donde fuera anteriormente lanzado por el impacto.
- Sōkotsu (双骨 Hueso doble?): una variante del Ikkotsu, solo que lo usa con ambas manos. Su poder destructivo es tal, que fue capaz de hacer desaparecer a Wonderweiss con un único ataque.

Yamamoto como todo shinigami tiene el poder de purificar a los Hollow si les hiere con un corte profundo en la máscara con su Zanpakutō y de transportar los pluses a la Sociedad de Almas mediante el Funeral del Alma.

## Zanpakutō
Su Zanpakutō se llama  Ryūjin Jakka  (流刃若火 Espada que fluye como las llamas?).
Es la más antigua y la más poderosa de todas las Zanpakutō tipo fuego que existen.
Se sabe que Yamamoto suele llevar su Zanpakutō oculta en su largo bastón de madera que siempre utiliza para apoyarse, pero, si desea pelear el bastón desaparece revelando una katana de un mango de color morado y su guardia, tiene el aspecto de un Elipse.
El poder de la zanpakutō de Yamamoto es tal, que su sola presencia es capaz de hacer estremecer a los Shinigami de más alto nivel, aunque se encuentre en su estado sellado. El manejo que Yamamoto demuestra sobre su zanpakutō es tal que ha desarrollado una serie de técnicas de gran nivel en su manejo, incluso sin necesitar liberarla. Hasta ahora solo se le conoce una técnica llamada.
- Hitotsume: Nadegiri (ひとつめ 撫で斬り Número uno: Mandoble limpio?): un corte de alta precisión con el cual Yamamoto usando una fuerza y velocidad extremadamente elevadas, puede cortar de lado a lado a su oponente, antes de que incluso este se haya dado cuenta del ataque.

### Shikai
El comando para su liberación inicial es Banshō Issai Kaijin To Nase (万象一切灰燼と為せ Reduce toda creación a cenizas?), convierte todo a tu alrededor en polvo y cenizas en la traducción de España mientras que en la traducción latina se le conoce como Las cosas del universo se convierten en cenizas.
Al pronunciarlo, se despliega una oleada de poder espiritual tan enorme que puede sentirse a grandes distancias, a la vez que el poder espiritual de Yamamoto toma el aspecto de un aura llameante que le rodea y comienza a extenderse en sus proximidades. En su forma shikai la hoja de Ryūjin Jakka es recubierta de un fuego capaz de desintegrar todo aquello con lo que entra en contacto, incluyendo al propio aire.
Como reza su comando de activación, Ryūjin Jakka es capaz de convertir en cenizas a todo lo que llega a ser alcanzado por las llamas, además de proyectar un calor tan abrasador que muy pocas personas son capaces de resistir. Sin necesidad de realizar ninguna técnica especial sino tan solo con mover en el entorno su Zanpakutō, Yamamoto puede formar estelas de fuego al paso de Ryūjin Jakka o hacerse rodear por altas llamaradas. No obstante, y pese a su inconmensurable poder destructivo, las llamas de Ryūjin Jakka pueden ser controladas con gran precisión por Yamamoto, que puede dirigirlas hacia un solo objetivo en concreto, e incluso modular su intensidad.
Yamamoto ha desarrollado con el paso de los siglos numerosas técnicas del shikai de Ryūjin Jakka, con las que puede manipular de muy diversas formas el fuego. Hasta ahora, las únicas conocidas son:
- Jōkakū Enjō (城郭炎上 Fortaleza Ardiente?): las llamas de Ryūjin Jakka crean un gigantesco muro de fuego el cual usa para mantener cautivo a uno o a varios objetivos a la vez durante una cantidad de tiempo no especificada. Ha quedado demostrado que ésta es una habilidad increíblemente poderosa, ya que fue utilizada para mantener prisioneros a enemigos del calibre de Aizen, Ichimaru y Tōsen sin que ellos pudieran hacer nada para liberarse. Se ha demostrado también que, aunque Ryujin Jakka vuelva a ser sellada, la técnica permanece activada.
- Taimatsu (松明 Antorcha?): Esta habilidad es capaz de crear un gran infierno con el simple movimiento de Ryūjin Jakka. El fuego generado por el ataque consume todo lo que sea atrapado dentro de las flamas hasta que no quede nada más que cenizas. Las llamas creadas por Ryūjin Jakka pueden ser controladas con gran precisión por Yamamoto para atacar solo a los objetivos que elige y también tiene poder sobre la intensidad de las llamas.
- Ennetsu Jigoku (炎熱地獄 Llamas del infierno?): Esta técnica consiste en liberar gigantescas columnas de fuego sobe una zona específica. El propósito de Ennetsu Jigoku es el de encerrar al objetivo dentro de aquel infierno para destruirlo completamente. Aunque aquello, implique inmolar al atacante, a la víctima y a todo aquello que esté en el perímetro de la técnica.

### Bankai
La liberación final o Bankai de Shigekuni Yamamoto-Genryūsai recibe el nombre de Zanka no Tachi (残火の太刀  Espada Larga de la Llama Permanente?). El poder y magnitud de las habilidades de esta zanpakutou su estado Bankai se desconocen en absoluto. No obstante, según Juha Bach, para su activación, Yamamoto necesita sellar completamente las llamas de su zanpakutō para después liberar de un solo golpe el poder de las llamaradas para reducir al objetivo a cenizas, sin embargo según el líder del Vandenreich, el bankai actualmente es distinto a comparación de lo que solía ser 1000 años atrás. Cuando el Bankai es liberado, toda su espada adquiere un aspecto similar a como si estuviera completamente quemada. El poder de este bankai es tal, que al parecer puede sentirse en todo el Seireitei y es capaz incluso, de evaporar toda la humedad existente en la zona. Según lo dicho por Retsu Unohana y el propio Yamamoto, el uso prolongado de este Bankai podría traer como consecuencia la destrucción total de la Sociedad de Almas y del usuario del Bankai. Hasta el momento este Bankai ha mostrado cuatro de estas técnicas y estas son..
- Higashi, Kyokujitsujin ("東"・ 旭日刃 Este, Filo del Sol Remanente?): Según explica el mismo Yamamoto, todo el calor de sus llamas se concentra en el filo de la hoja, la cual ni arde ni expulsa fuego, sino que elimina todo lo que toca sin dejar rastro.
- Nishi, Zanjitsu Gokui ("西"· 残日獄衣 Oeste, Uniforme penitenciario del sol remanente?): Con esta técnica, Yamamoto cubre su cuerpo por llamas las cuales, según él, alcanzan temperaturas de hasta 15.000.000 °C. Según afirma el mismo Yamamoto, cuando usa su Bankai, es como si tanto él como su espada fueran vestidos con las llamas del sol.
- Minami, Kaka Jūman Okushi Daisoujin ("南"· 火火十万億死大葬陣 Sur, Gran Ejército de 10.000.000.000.000 Quemados por las Llamas?): Con esta técnica, Yamamoto puede invocar a un ejército de esqueletos los cuales según él, son los cuerpos calcinados de al menos diez billones de enemigos que han caído a manos suyas y que fueran quemados por sus propias llamas.
- Kita, Tenchi Kaijin ("北"· 天地怪人 Norte: El Cielo y la Tierra son reducidos a Cenizas?) La técnica consiste en un poderoso corte de fuego a larga distancia (similar al Getsuga Tenshō) con el que fue capaz de literalmente, partir en dos al Juha Bach falso.

## Curiosidades
- Syunsui Kyoraku, Jushiro Ukitake eran los únicos capitanes con más de 400 años en el puesto, sin embargo, el junto con Yachiru Unohana fueron quienes más tiempo ostentaron el cargo de capitán, ya que llevaban 1000 años ejerciéndolo, Shigekuni Yamamoto Genryūsai ejerció el cargo como comandante general del Gotei 13 hasta su muerte a manos de Yhwach.
- En uno de los ending del anime se observa como Shunsui y Ukitake entrenaban sus artes de combate en la academia de shinigamis en presencia de un Yamamoto más joven al que incluso vemos pelear con su bastón.
- También se le ve relajarse la espalda tras una reunión de Capitanes o bañarse, para temor de otros shinigamis como Renji Abarai.
- En el Dattabook Bleach Official Bootleg se menciona que adora todo tipo de comida japonesa y odia la occidental. Su hobby es realizar reuniones para tomar el té y en su tiempo libre le gusta tumbarse bajo el sol en su balcón.
- Yamamoto aumenta su musculatura como Mutenroshi de Dragon Ball y Tung Fu Rue de Fatal Fury.

- Datos: Q2723967